# هتل ماتینیون
هتل ماتینیون (تلفظ فرانسوی: [o.tɛl ma.ti. ɲɔ̃]) اقامت‌گاه رسمی نخست وزیر فرانسه است. این ساختمان در منطقه ۷ پاریس، فرانسه واقع شده است.